# Ichthyoxenus opisthopterygium
Ichthyoxenus opisthopterygium là một loài chân đều trong họ Cymothoidae. Loài này được Ishii miêu tả khoa học năm 1916.